# Bupleurum dichotomum
Bupleurum dichotomum är en flockblommig växtart som beskrevs av John Stevenson. Bupleurum dichotomum ingår i släktet harörter, och familjen flockblommiga växter. Inga underarter finns listade i Catalogue of Life.